# توغازولي (آيت يول)
توغازولي هي إحدى مشيخات المملكة المغربية، تتبع جغرافيا لإقليم تنغير وإداريًا لآيت يول. يقدر عدد سكانها بـ 1838 نسمة حسب الإحصاء الرسمي للسكان والسكنى لسنة 2004.